# Добривоје Бељкашић
Добривоје Бељкашић (Власеница, 10. октобар 1923 — Бристол, 12. март 2015.) био је српски сликар и педагог.

## Образовање и рана каријера
Рођен у учитељској породици, почео је да слика са 16 година. Студије сликарства је започео 1945. у Паризу (Ecole Nationale – Imperiuere des Artes Decoratifs и E.N.S. des Beaux-Arts), потом је студије наставио у Београду на Академији ликовних уметности од 1948. где је и дипломирао у класи професорке Зоре Петровић 1952. године.

## Каријера сликара и педагога у Сарајеву
Бавио се цртежом, акварелом, темпером, уљем, акриликом и комбинованим техникама. Посебно интересовање гајио је за пејзаже, мртву природу, портрет, фигуре и фигуралне композиције. Радио је композиције на тему НОБ (Козара, Сутјеска, Легенда о Романији). У склопу реалистички транспониране и поетски интониране сликарске визије, служиo се модерним средствима и поступно се развијаo према апстракцији.
1957. његов атеље је страдао у пожару у Морића хану на Башчаршији.
Током живота био је председник Удружења ликовних педагога БиХ, кустос-приправник у Умјетничкој галерији у Сарајеву (1953—1954) и професор цртања и сликања на Вишој педагошкој школи у Сарајеву на Групи за ликовну уметност (1954—1970).
Током свог живота имао је многобројне самосталне изложбе. Извео је сликарску декорацију ентеријера у фоајеу Kамерног театра '55. у Сарајеву (1970—1971). Бавио се  илустрацијом књига, дечије штампе и графичким дизајном у издавачким предузећима. Био је ко-аутор неколико уџбеника за ликовно образовање за основне и средње школе, аутор наставног програма за ликовно образовање у БиХ, као и покретач изложби дечијег стваралаштва по целој Југославији.

## Егзодус из Сарајева
Бељкашићев атеље на трећем спрату у Вијећници је изгорео у пожару који је настао током ратних дејстава у ноћи између 25. и 26. августа 1992. У овом пожару је уништено готово сво његово животно дело. Поред Бељкашићевог атељеа, у истом пожару изгорели су и атељеи сликара Владимира Војновића и Радослава Марковића. Након те личне трагедије, Добривоје одлучује да са супругом и таштом оде код кћерке у Велику Британију. Породица Бељкашић је напустила Сарајево последњим конвојем Црвеног крста 15. новембра 1992. Након 48 сати путовања аутобусом стигли су у Београд 17. новембра 1992. Током овог путовања укинуте су им привремене британске визе. Добривојева ташта је умрла убрзо након овог путовања. Добривоје и супруга Гордана су морали да проведу наредних шест недеља без новца, блокирани су им били рачуни у босанским банкама због санкција које су уведене СР Југославији. На крају је њихова ђерка Драгана успела да измоли у Министарство унутрашњих послова Велике Британије да поново доделе визе њеним родитељима. Добривоје је са супругом слетео на аеродром Хитроу у новогодишњој ноћи 1992/1993.

## Живот и рад у Великој Британији
По доласку у Енглеску, у 70. години живота почиње поново да слика и да се укључује у уметничке кругове. Учествује у групним изложбама по Лондону и другим градовима у Великој Британији. Његови радови су и данас заступљени у збиркама Умјетничке Галерије Босне и Херцеговине, Музеја Сарајева и Музеја и уметничке галерија града Бристола, као и у многим јавним и приватним збиркама по целом свету. У јулу 1993. године, постао је почасни члан Клифтон Артс клуба у Бристолу и од тада је радио и излагао са њима.
Током овог периода свог стваралачког деловања, Бељкашић је сликао енглеске вртове и пејзаже, мостове и мора. Тако настају живописна дела богата колоритом и унутрашњим доживљајем уметника. Бељкашић је истраживао англосаксонску и келтску митологију, допуштајући себи нова  визуелна искуства и спознаје. У својим мислима враћао се и темама које су му биле блиске, које је носио у себи и које су га и даље инспирисале – Сарајеву, Босни и Херцеговини и Дубровнику.